# E poi ti penti
E poi ti penti è un singolo del cantante italiano Alberto Urso, pubblicato il 20 settembre 2019.

## La canzone
Il brano è stato scritto da Kekko Silvestre (leader dei Modà) e Diego Calvetti; ed è stato presentato per la prima volta dal vivo dal cantante, durante il concerto di Napoli al Teatro Augusteo il 17 ottobre 2019.

## Tracce
1. E poi ti penti – 3:28